# Medina (Washington)
Medina je grad u američkoj saveznoj državi Washington. Prema popisu stanovništva iz 2010. u njemu je živjelo 2.969 stanovnika.